# Frost/Nixon - Il duello
Frost/Nixon - Il duello (Frost/Nixon) è un film del 2008 diretto da Ron Howard, adattamento cinematografico delle vere interviste a Nixon registrate nel 1977 dal giornalista britannico David Frost e dell'omonimo dramma teatrale scritto da Peter Morgan, che cura anche la sceneggiatura del film.
Il film ha ottenuto cinque candidature agli Oscar 2009, tra cui miglior film, miglior regista e miglior attore protagonista.

## Trama
Stati Uniti, 1974: il Presidente degli Stati Uniti, il Repubblicano Richard Nixon, si dimette dalla carica in seguito all'inchiesta relativa al cosiddetto scandalo Watergate. Interessato alla questione, David Frost, un giornalista britannico, decide di offrire un lauto compenso all'ex presidente per un'intervista.
Solo nel 1977 Nixon accetta di farsi intervistare da Frost, per riottenere la fama e la gloria perduta. Per l'uomo politico e per il suo staff l'occasione è quindi straordinaria. Frost ha fama di abile intervistatore ma è considerato più affine al mondo dell'entertainment, che non a quello di cui Nixon ha fatto parte.
Il 23 marzo 1977, Frost parte per la California, dove l'ex-presidente si è ritirato a vita privata, sborsando 200.000 dollari e giocandosi l'intera carriera. Per l'intervista sceglie tre stimati colleghi: John Birt, Bob Zelnick e Jim Reston (elemento chiave per inchiodarlo sulla questione Watergate).
Il lungo faccia a faccia fra i due avversari diventa perciò l'occasione per "dare a Nixon il processo che non ha mai avuto"; il tribunale, in questo caso, è costituito da un salotto adibito a studio televisivo, in cui l'occhio freddo e implacabile della telecamera è al tempo stesso giudice e giuria.
All'analisi di un periodo che, con i suoi disastri (il Vietnam, la Cambogia), ha segnato la fine dell'innocenza di un intero paese, si aggiunge così un'acuta riflessione sul mezzo televisivo, nuovo micidiale strumento di indagine della verità. Per Frost, l'avversario è un vero osso duro, dimostrando di tenere testa al giornalista britannico che viene criticato dai suoi collaboratori.
Il 28 marzo il duello prosegue, e ancora Nixon ha la meglio. La stessa notte, incalzato da un'inaspettata telefonata ricevuta dallo stesso Nixon, Frost lavora incessantemente per l'ultima intervista, utilizzando l'ultima possibilità per inchiodare il suo avversario.
Il 22 aprile è aperta la sfida per l'intervista riguardo al ruolo del presidente nello scandalo Watergate. Frost riesce questa volta a mettere in difficoltà il presidente, sotto lo sguardo incredulo dei presenti e dei suoi collaboratori. Proprio quando Nixon sembra essere sul punto di ammettere la colpa, l'intervista viene interrotta, sotto ordine di Jack Brennan, collaboratore fidato del presidente.
Jack si consulta con Nixon, ma questi decide di proseguire l'intervista, ammettendo davanti alla telecamera i suoi errori e il suo tradimento nei confronti del popolo americano. David Frost ha vinto la sua battaglia.

## Produzione
Trasposizione cinematografica dell'omonimo dramma teatrale scritto da Peter Morgan (già sceneggiatore di The Queen - La regina) Frost/Nixon racconta evoluzione e concepimento dell'intervista che il presentatore britannico David Frost ha fatto a Richard Nixon nel 1977.
Dopo il successo de Il codice da Vinci, che era valso a Howard 758.239.851 dollari in tutto il mondo, l'acquisizione dei diritti del dramma di Morgan venne fatta dopo che il regista ebbe modo di assistere allo spettacolo in un teatro londinese. Oltre alla regia, Howard firma anche la produzione: il film è stato girato tra Los Angeles e San Clemente, in California, con la Imagine Entertainment, fondata da lui stesso con Brian Grazer, in accordo con la Working Title e la Universal. Howard ha battuto sul tempo diversi altri registi che si erano dichiarati interessati al progetto: Martin Scorsese, Mike Nichols, George Clooney, Sam Mendes, e Bennett Miller.
I protagonisti Michael Sheen e Frank Langella avevano già rappresentato il dramma sui palcoscenici di Londra e New York; accanto a loro Kevin Bacon, Sam Rockwell, Toby Jones e Matthew Macfadyen.

## Distribuzione
La première del film si svolse il 15 ottobre 2008, all'apertura del cinquantaduesimo London Film Festival. Uscì in tre sale cinematografiche negli Stati Uniti il 5 dicembre 2008 e nel Regno Unito il 23 gennaio 2009.
Il film è stato distribuito nelle sale italiane il 6 febbraio 2009.

## Accoglienza

### Incassi
Frost/Nixon - Il duello ha realizzato al box office circa 27.015.079 dollari negli Stati Uniti, realizzando un weekend d'esordio da record: uscito in tre sale, ossia a New York, Los Angeles e Toronto, Frost/Nixon ha totalizzato 180.708 dollari, con la stratosferica media per copia di 60.236 dollari, la più alta per un film uscito nel 2008.
Il film ha incassato 593.000 euro in Italia.

### Critica
Il film di Ron Howard ha ottenuto ottime critiche, soprattutto in Italia, per la regia, il cast ed il montaggio. A livello di recitazione, gli attori sono stati molto apprezzati dal pubblico, soprattutto per l'interpretazione di Frank Langella che delinea con parole, espressioni e movenze un Nixon altezzoso, caparbio e sicuro di sé, ed è capace di dare al film quella tensione, che in molte occasioni manca alle pellicole che raccontano fatti già noti.
Howard ottiene per questo film un'altra candidatura all'Oscar, tra cui altre 5 per il cast e tecnico, e un'ottima percentuale di critiche che considerano questo film il migliore della sua carriera. Persino David Frost si è in seguito complimentato con il regista, apprezzando il lavoro e la tenacia degli attori, che hanno reso il duello tra i due protagonisti una vera e propria questione personale: la lotta di Frost per ottenere successo e salvarsi dalla perdita dei suoi beni e il desiderio di Nixon di ricostruire la propria immagine.

## Riconoscimenti
- 2009 - Premio Oscar
  - Nomination Miglior film a Brian Grazer, Ron Howard e Eric Fellner
  - Nomination Migliore regia a Ron Howard
  - Nomination Miglior attore protagonista a Frank Langella
  - Nomination Migliore sceneggiatura non originale a Peter Morgan
  - Nomination Miglior montaggio a Mike Hill e Daniel P. Hanley
- 2009 - Golden Globe
  - Nomination Miglior film drammatico
  - Nomination Migliore regia a Ron Howard
  - Nomination Miglior attore in un film drammatico a Frank Langella
  - Nomination Migliore sceneggiatura a Peter Morgan
  - Nomination Miglior colonna sonora a Hans Zimmer
- 2009 - Premio BAFTA
  - Nomination Miglior film a Brian Grazer, Tim Bevan, Ron Howard e Eric Fellner
  - Nomination Migliore regia a Ron Howard
  - Nomination Miglior attore protagonista a Frank Langella
  - Nomination Migliore sceneggiatura non originale a Peter Morgan
  - Nomination Miglior trucco a Edouard F. Henriques e Kim Santantonio
  - Nomination Miglior montaggio a Mike Hill e Daniel P. Hanley
- 2009 - Broadcast Film Critics Association Award
  - Nomination Miglior film
  - Nomination Migliore regia a Ron Howard
  - Nomination Miglior attore protagonista a Frank Langella
  - Nomination Miglior sceneggiatore a Peter Morgan

- 2008 - Chicago Film Critics Association Award
  - Nomination Miglior attore protagonista a Frank Langella
  - Nomination Migliore sceneggiatura non originale a Peter Morgan
- 2008 - Las Vegas Film Critics Society Award
  - Miglior film
  - Migliore regia a Ron Howard
  - Miglior attore a Frank Langella
  - Migliore sceneggiatura a Peter Morgan
  - Miglior montaggio a Mike Hill e Daniel P. Hanley
- 2008 - Satellite Award
  - Migliore sceneggiatura non originale a Peter Morgan
  - Nomination Miglior film drammatico
  - Nomination Migliore regia a Ron Howard
  - Nomination Miglior attore in un film drammatico a Frank Langella
  - Nomination Miglior montaggio a Mike Hill e Daniel P. Hanley
- 2009 - Screen Actors Guild Award
  - Nomination Miglior cast
  - Nomination Miglior attore protagonista a Frank Langella
- 2008 - National Board of Review Award
  - Migliori dieci film

### Teatro
- Frost/Nixon